# Argentina en los Juegos Paralímpicos de París 2024
La participación de Argentina en los Juegos Paralímpicos de París 2024, tuvo lugar en la mencionada ciudad entre el 28 de agosto y el 8 de septiembre de 2024, es la 17.ª actuación paralímpica de los deportistas argentinos, en la también 17.ª edición de los Juegos Paralímpicos. El responsable del equipo paralímpico es el Comité Paralímpico Argentino, así como las federaciones deportivas nacionales de cada deporte con participación.
La delegación quedó integrada por 72 deportistas: 43 hombres (59,7%) y 29 mujeres (40,3%), con participación en 14 deportes. Para portar la bandera en la apertura fueron elegidos la tenista de mesa Constanza Garrone y el atleta Hernán Barreto, en tanto que para llevar la bandera en la clausura fueron elegidos la jugadora de boccia Stefanía Ferrando y el atleta Brian Impellizzeri.
Finalizada su actuación, Argentina obtuvo trece medallas (dos de oro, tres de plata y ocho de bronce) y 28 diplomas (puestos 4º a 8º), en nueve de los catorce deportes en que se presentó. 
El país ocupó la posición #37 en el medallero, ordenado por jerarquía de medalla, y la posición 28 (junto a Grecia), ordenado por cantidad de medallas, sobre 169 países. Contando medallas y diplomas, se trató del quinto mejor desempeño histórico del paralimpismo argentino y el mejor después de 1980.

## Medallas
| Medalla | Deportista                                                                   | Deporte                  | Evento                                          | Fecha           |
| ------- | ---------------------------------------------------------------------------- | ------------------------ | ----------------------------------------------- | --------------- |
| Oro     | Iñaki Basiloff                                                               | Natación                 | 200 metros combinado individual - SM7 masculino | 31 de agosto    |
| Oro     | Brian Impellizzeri                                                           | Atletismo                | Salto en largo T37 masculino                    | 3 de septiembre |
| Plata   | Hernán Urra                                                                  | Atletismo                | Lanzamiento de bala T35 masculino               | 5 de septiembre |
| Plata   | Alexis Chávez                                                                | Atletismo                | 100 metros T36 masculino                        | 7 de septiembre |
| Plata   | Selección argentina de fútbol para ciegos                                    | Fútbol 5                 | Torneo masculino                                | 7 de septiembre |
| Bronce  | Antonella Ruiz Díaz                                                          | Atletismo                | Lanzamiento de bala femenino F41                | 30 de agosto    |
| Bronce  | Juan Samorano                                                                | Taekwondo                | -70kg masculino                                 | 30 de agosto    |
| Bronce  | Fernando Vázquez                                                             | Atletismo                | Salto en largo T12 masculino                    | 2 de septiembre |
| Bronce  | Iñaki Basiloff                                                               | Natación                 | 400 metros libres - SM7 masculino               | 2 de septiembre |
| Bronce  | Alexis Chávez                                                                | Atletismo                | 400 metros T36 masculino                        | 3 de septiembre |
| Bronce  | Stefanía Ferrando Rodrigo Romero Juan José Ferreyra(AD) Leandro Villagra(AD) | Bochas                   | Parejas mixto BC3                               | 5 de septiembre |
| Bronce  | Paula Gómez                                                                  | Judo                     | -57kg J1 femenino                               | 5 de septiembre |
| Bronce  | Gustavo Fernández                                                            | Tenis en silla de ruedas | Individual masculino                            | 7 de septiembre |

| Sexo           | Medalla de oro | Medalla de plata | Medalla de bronce | Total | Porcentaje |
| Masculino      | 2              | 3                | 5                 | 10    | 76,92%     |
| Femenino       | 0              | 0                | 2                 | 2     | 15,38%     |
| Eventos Mixtos | 0              | 0                | 1                 | 1     | 7,69%      |
| Total          | 2              | 3                | 8                 | 13    | 100%       |

## Diplomas
| Nombre                          | Deporte                   | Deportistas | Evento                                     | Fecha           |
| ------------------------------- | ------------------------- | ----------- | ------------------------------------------ | --------------- |
| 4.ª posición                    |                           |             |                                            |                 |
| Araceli Rotela                  | Atletismo                 | 1           | 200 m femenino T36                         | 1 de septiembre |
| Nicolás Rivero                  | Natación                  | 1           | 100 m pecho masculino SB4                  | 2 de septiembre |
| Araceli Rotela                  | Atletismo                 | 1           | 100 m femenino T36                         | 3 de septiembre |
| Matías de Andrade               | Natación                  | 1           | 100 m espalda masculino S6                 | 7 de septiembre |
| 5.ª posición                    |                           |             |                                            |                 |
| Analuz Pellitero                | Natación                  | 1           | 100 m pecho femenino S11                   | 1 de septiembre |
| Stefanía Ferrando               | Bochas adaptadas (boccia) | 1           | Individual Femenino BC3                    | 2 de septiembre |
| Coty Garrone                    | Tenis de mesa adaptado    | 1           | Individual Femenino WS1-2                  | 3 de septiembre |
| Rocío Ledesma Duré              | Judo                      | 1           | Femenino -48 kg J1                         | 5 de septiembre |
| Nadia Báez                      | Natación                  | 1           | 100 m pecho femenino SB11                  | 5 de septiembre |
| 6.ª posición                    |                           |             |                                            |                 |
| Rodrigo Fernando López          | Ciclismo                  | 1           | 3000 m persecución individual masculino C1 | 29 de agosto    |
| Marilú Romina Fernández         | Atletismo                 | 1           | Lanzamiento de clava Femenino F32          | 30 de agosto    |
| Luis Cristaldo                  | Bochas adaptadas (boccia) | 1           | Individual Masculino BC2                   | 1 de septiembre |
| Pablo Damián Giménez Reinoso    | Atletismo                 | 1           | Lanzamiento de bala Masculino F57          | 6 de septiembre |
| Maximiliano Villa               | Atletismo                 | 1           | 200 m Masculino T35                        | 7 de septiembre |
| 7.ª posición                    |                           |             |                                            |                 |
| Karen Melanie Tassi Sánchez     | Atletismo                 | 1           | Lanzamiento de bala F37                    | 31 de agosto    |
| Germán Leonel Arévalo           | Natación                  | 1           | 100 m pecho masculino SB5                  | 1 de septiembre |
| Mariela Analía Delgado          | Ciclismo                  | 1           | 3000 m persecución individual C5           | 1 de septiembre |
| Maximiliano Villa               | Atletismo                 | 1           | 100 m T35                                  | 2 de septiembre |
| Antonella Ruiz Díaz             | Atletismo                 | 1           | Lanzamiento de disco F41                   | 4 de septiembre |
| Nadia Boggiano Alegre           | Judo                      | 1           | Femenino -70k J1                           | 6 de septiembre |
| Iñaki Basiloff                  | Natación                  | 1           | 50 m mariposa masculino S7                 | 7 de septiembre |
| Hernán Barreto                  | Atletismo                 | 1           | 200 m Masculino T35                        | 7 de septiembre |
| Laura Candela González          | Judo                      | 1           | Femenino -57k J2                           | 7 de septiembre |
| 8.ª posición                    |                           |             |                                            |                 |
| Rosario Trinidad Cóppola Molina | Atletismo                 | 1           | Salto en largo Femenino T11                | 30 de agosto    |
| Daniela Giménez                 | Natación                  | 1           | 100 m pecho femenino SB9                   | 30 de agosto    |
| Rodrigo Romero                  | Bochas adaptadas (boccia) | 1           | Individual Masculino BC3                   | 2 de septiembre |
| Iñaki Basiloff                  | Natación                  | 1           | 100 m espalda masculino S7                 | 3 de septiembre |
| Mariela Analía Delgado          | Ciclismo                  | 1           | 500 m contra reloj C4/5                    | 6 de septiembre |
| Totales                         |                           |             |                                            |                 |
| Totales                         | 6                         | 28          |                                            |                 |

## Medalla de oro en 200 metros medley individual SM7

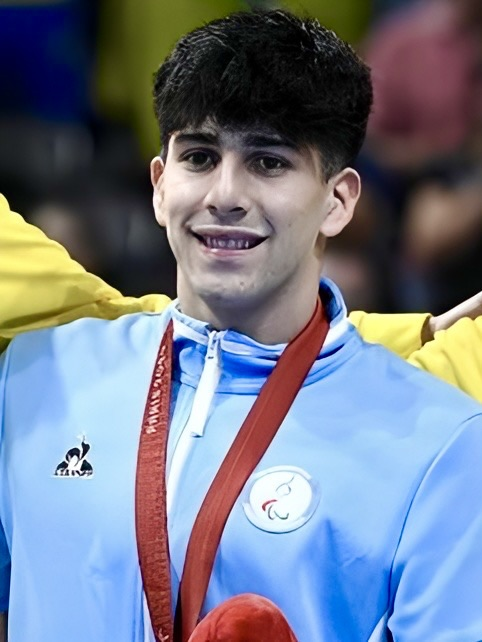
Iñaki Basiloff en el podio recibiendo la medalla de oro en 200 metros medley SM7.

El 31 de agosto el neuquino Iñaki Basiloff obtuvo la medalla de oro en 200 metros combinado (medley) individual, clase SM7 (nadadores de estilos individuales que tienen el movimiento limitado de los brazos, del torso y de las piernas de un nivel bajo a un nivel moderado, moderadamente limitado de la parte inferior de un lado del cuerpo, para los atletas de baja estatura o los que carecen de extremidades; deben esforzarse más para sincronizar la cadencia del movimiento o en el agarre del agua). Basiloff destacó el apoyo del gobierno provincial mediante el programa de becas e infraestructura.
Basiloff venía compitiendo a nivel mundial desde 2017, obteniendo nueve medallas en campeonatos mundiales, entre ellas una de oro en Funchal (2022), en 400m estilo libre. Con 19 años había participado en los Juegos Paralímpicos de Tokio 2020, obteniendo cuatro diplomas, entre ellos un 4to. puesto en 200m medley. Entre los competidores de la prueba se destacaban los nadadores multimedallistas olímpicos ucranianos Andrii Trusov, último campeón mundial en esa especialidad y dueño del récord mundial, y Yevhenii Bohodaiko, con dos medallas de oro olímpicas en esa especialidad.
El argentino clasificó segundo en la serie clasificatoria, detrás de Trusov y delante de Bohodaiko. La otra serie fue ganada por el sudafricano Christian Sadie, con el segundo mejor tiempo de las series.
En la final Basiloff se ubicó segundo en los primeros 50 metros, con el estadounidense Austin sorprendiendo al ubicarse en primer lugar y el colombiano Serrano Zárate en tercer lugar. Los ucranianos Trusov y Bohodaiko, quedaban en cuarto y sexto lugar. Pero al llegar a los cien metros, Trusov había superado a todos los nadadores, con el argentino manteniendo el segundo lugar, a 1 segundo y 48 centésimas detrás (0:01:48). Al llegar a los ciento cincuenta metros el campeón mundial había ampliado su ventaja sobre el argentino, que se mantenía segundo casi 2 segundos detrás (0:01:93), pero con dos nadadores siguiéndolo a menos de un segundo (Serrano y Evans).
Los últimos cincuenta metros fueron electrizantes. El argentino, que estaba 193 centésimas detrás comenzó a descontar tiempo y cuando faltaban solo tres brazadas, logró quebrar la línea del ucraniano ganando por sólo 12 centésimas.
| 200 metros medley SM7               | 200 metros medley SM7 | 200 metros medley SM7        | 200 metros medley SM7 | 200 metros medley SM7 |
|                                     | País                  | Atleta                       | Tiempo                |                       |
| ----------------------------------- | --------------------- | ---------------------------- | --------------------- | --------------------- |
| 1                                   | Argentina             | Inaki Basiloff               | 2:29.81               |                       |
| 2                                   | Ucrania               | Andrii Trusov                | 2:29.93               |                       |
| 3                                   | Ucrania               | Yevhenii Bohodaiko           | 2:33.13               |                       |
| 4                                   | Colombia              | Carlos Daniel Serrano Zárate | 2:33.24               |                       |
| 5                                   | Sudáfrica             | Christian Sadie              | 2:35.02               |                       |
| 6                                   | Estados Unidos        | Austin Evans                 | 2:35.63               |                       |
| 7                                   | China                 | Huang Xianquan               | 2:43.69               |                       |
| 8                                   | APN                   | Egor Efrosinin               | 2:48.50               |                       |
| Fuente: Sitio oficial de los Juegos |                       |                              |                       |                       |

## Medalla de oro en salto en largo T37

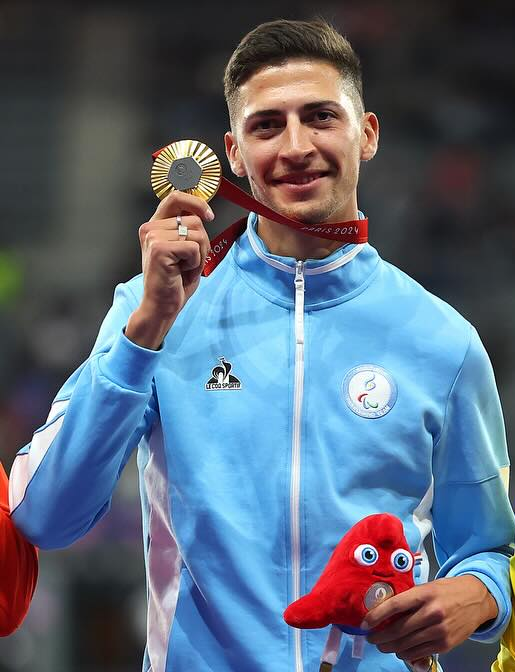
Brian Impellizzeri exhibiendo su medalla de oro en el podio.

El 3 de septiembre, en el séptimo día de los Juegos, Brian Impellizzeri obtuvo la medalla de plata en salto en largo (clase T37). Impellizzeri, con 27 años de edad, llegaba como favorito, con el antecedente de haber obtenido la medalla de plata en los Juegos Paralímpicos de 2020, ganado el campeonato mundial de París 2023 y los Juegos Parapanamericanos de Santiago 2023, con excelentes marcas de 6.67m y 6.65m, respectivamente. Entre sus competidores se encontraban el brasileño Mateus Evangelista Cardoso, medalla de plata en Río de Janeiro 2016 y bronce en Tokio 2020.  
Impellizzeri comenzó la serie de seis intentos con un salto de 5.93 metros, que lo ubicó en segundo lugar, y en su segundo intento marcó 6.42 m, que a la postre resultaría la marca ganadora, sin verse amenazado por los demás competidores, terminando con una amplia diferencia de 22 cm sobre el segundo. Marcó dos saltos más (6,37 m y 6,40 m) que también le hubieran dado la victoria.
| Salto en largo T37                   | Salto en largo T37 | Salto en largo T37         | Salto en largo T37 | Salto en largo T37 |
|                                      | País               | Atleta                     | Metros             |                    |
| ------------------------------------ | ------------------ | -------------------------- | ------------------ | ------------------ |
| 1                                    | Argentina          | Brian Impellizzeri         | 6.42               |                    |
| 2                                    | Kenia              | Samson Opiyo               | 6.20               |                    |
| 3                                    | Brasil             | Mateus Evangelista Cardoso | 6.20               |                    |
| 4                                    | Irán               | Ali Olfatnia               | 6.04               |                    |
| 5                                    | Malasia            | Muhammad Nazmi Nasri       | 6.00               |                    |
| 6                                    | Ucrania            | Vladyslav Zahrebelnyi      | 5.96               |                    |
| 7                                    | Chipre             | Viktoras Pentaras          | 5.88               |                    |
| 8                                    | Colombia           | Yeferson Suárez Cardona    | 5.71               |                    |
| Fuente: Sitio oficial de los Juegos. |                    |                            |                    |                    |

## Medalla de plata en bala F35
El 5 de septiembre, en el noveno día de los Juegos, Hernán Urra obtuvo la medalla de plata en lanzamiento de bala (clase T35), con récord continental, repitiendo por tercera vez su desempeño en los Juegos Paralímpicos de Río de Janeiro 2016 y de Tokio 2020. Urra llegaba con su mejor marca en 15,90m. Sus competidores incluían al uzbeco Khusniddin Norbekov, tricampeón mundial, medalla de oro en 2020 y dueño de los récords mundial (16,78m) y olímpico (16,13m); el chino Fu Xinhan, que aún con 39 años, había sido medalla de oro en Río 2016 y de bronce en Tokio 2020, así como tercero en los campeonatos del mundo de 2023 y 2024.; el iraní Seyed Aliasghar Javanmardi, segundo en el mundial de 2024, con una marca de 16,06m.
Urra comenzó la serie de seis intentos con una marca de 14.62 metros, que lo ubicó en quinto lugar. En su segundo intento marcó un notable 16.11 m, récord continental, que le permitió ascender al segundo lugar, detrás de Norbekov, que en el mismo turno marcó un extraordinario 16.82 m, que era nuevo récord olímpico. Esa marca le garantizó la medalla de plata, aunque Urra intentó sin éxito disputar la de oro. Urra aventajó por 27 cm al tercero.
| Medalla de plata en bala F35        | Medalla de plata en bala F35 | Medalla de plata en bala F35 | Medalla de plata en bala F35 | Medalla de plata en bala F35 | Medalla de plata en bala F35 |
|                                     | País                         | Atleta                       | Metros                       |                              |                              |
| ----------------------------------- | ---------------------------- | ---------------------------- | ---------------------------- | ---------------------------- | ---------------------------- |
| 1                                   | Uzbekistán                   | Khusniddin Norbekov          | 16.82                        |                              | RO                           |
| 2                                   | Argentina                    | Hernán Urra                  | 16.11                        |                              | RC                           |
| 3                                   | Irán                         | Seyed Aliasghar Javanmardi   | 15.84                        |                              |                              |
| 4                                   | China                        | Fu Xinhan                    | 15.41                        |                              | MT                           |
| 5                                   | APN                          | Taimuraz Khabalov            | 15.19                        |                              | RC                           |
| 6                                   | India                        | Arvind                       | 13.01                        |                              | MT                           |
| 7                                   | Uzbekistán                   | Yelaman Zholaman             | 11.56                        |                              | MP                           |
| 8                                   | Moldavia                     | Gheorghe Spinu               | 9.62                         |                              | MP                           |
| Fuente: Sitio oficial de los Juegos |                              |                              |                              |                              |                              |

## Medalla de plata en 100 metros T36
El 7 de septiembre, en el decimoprimer y anteúltimo día de los Juegos, Alexis Chávez, con 22 años, obtuvo la medalla de plata en 100 metros (clase T36). Cuatro días antes había ganado la medalla de bronce en 400 metros. El velocista argentino había obtenido la medalla de bronce en Tokio 2020 y ya asomaba como un atleta de excepción cuando en 2018, con 17 años, obtuvo las medallas de oro en 100 y 400 metros en los Juegos Parapanamericanos de 2019 y un cuarto lugar en 400 metros, en el Campeonato Mundial de Atletismo Adaptado. En Tokio 2020, Chávez corrió también la prueba de 400 metros, finalizando cuarto con récord continental y a solo 39 centésimas de la medalla de bronce. Chávez llegaba a esta prueba con el antecedente inmediato de la medalla de bronce en el campeonato mundial de 2023. Entre sus competidores se encontraban el campeón mundial vigente y dueño del récord mundial (11.72) James Turner; Yang Yifei, excampeón mundial (2017), subcampeón mundial (2019) y medalla de plata olímpica en Río 2016; y Peicheng Deng, medalla de oro en Tokio 2020.
Chávez ganó su serie y marcó el mejor tiempo de la etapa clasificatoria, con un notable tiempo de 11.88, a tres centésimas del récord paralímpico vigente.
En la final repitió el tiempo marcado en la serie, pero fue superado por Turner que marcó 3 centésimas menos. El chino Yang Yifei también marcó 11.88 y tuvo que recurrirse al fotofinish para determinar quien era el ganador de la medalla de plata: la foto estableció que Chávez ganó por 6 milésimas.
| 100 metros T36                       | 100 metros T36 | 100 metros T36            | 100 metros T36 | 100 metros T36 |    |
| ------------------------------------ | -------------- | ------------------------- | -------------- | -------------- | -- |
|                                      | País           | Atleta                    | Tiempo         |                |    |
| 1                                    | Australia      | James Turner              | 11.85          |                | RP |
| 2                                    | Argentina      | Alexis Chávez             | 11.88 (.871)   |                |    |
| 3                                    | China          | Yang Yifei                | 11.88 (.877)   |                | MT |
| 4                                    | APN            | Evgenii Torsunov (RUS)    | 11.95          |                | MT |
| 5                                    | China          | Deng Peicheng             | 12.00          |                |    |
| 6                                    | Nueva Zelanda  | William Stedman           | 12.35          |                | MP |
| 7                                    | Brasil         | Aser Mateus Almeida Ramos | 12.38          |                | MT |
| 8                                    | Argelia        | Fakhr Eddine Thelaidjia   | 12.56          |                | MP |
| Fuente: Sitio oficial de los Juegos. |                |                           |                |                |    |

## Medalla de plata en fútbol 5 (para ciegos)
El 7 de septiembre, en el decimoprimer y anteúltimo día de los Juegos, la selección argentina Los Murciélagos, obtuvo la medalla de plata en fútbol 5 adaptado para invidentes, la quinta medalla olímpica consecutiva y la tercera de plata consecutiva.
Argentina llegaba como campeón mundial 2023. El equipo estuvo integrado por Ángel Deldo García, Maximiliano Espinillo, Nahuel Heredia, Osvaldo Fernández, Darío Lencina (arquero suplente), Jesús Merlos, Germán Mulek (arquero), Matías Olivera, Froilán Padilla y Mario Ríos. El director técnico fue Antonio Figueroa y el guía fue Guido Consoni.
En el torneo compitieron ocho países, divididos en dos grupos de cuatro. Los dos primeros de cada grupo clasificaban a una etapa de eliminación directa. Argentina compartió el Grupo B con Marruecos, Colombia y Japón, mientras que el Grupo A estuvo integrado por Brasil, China, Francia y Turquía.
Argentina debutó con un empate 0-0 contra Marruecos. El segundo partido fue contra Colombia, volviendo a empatar 0-0. La etapa de grupos se cerró contra Japón al que Los Murciélagos debían vencer para clasificar y así lo hicieron, venciendo 1-0 con gol de Osvaldo Fernández.
Al clasificar segundos en el grupo, debió enfrentar en semifinales a Brasil, campeón olímpico en todos los torneos olímpicos. Nuevamente Los Murciélagos empataron 0-0 y el clásico sudamericano debió definirse por penales. La primera serie de tres penales terminó empatada 2-2, luego de que convirtieran Espinillo y Heredia, mientras que el arquero de Brasil atajó el penal pateado por Ríos, y Mulek atajó el segundo. A partir de entonces, la primera diferencia definía la semifinal. Padilla pateó el suyo y pegó en el poste. Si Brasil convertía pasaba a la final, pero el penal fue atajado por Mulek. En la siguiente tanda Olivera convirtió para Argentina, y lo mismo hizo Brasil, dejando el resultado 3-3. Fernández pateó para Argentina poniendo el 4-3, y el tiro de Brasil pegó en el poste, dándole el triunfo a los Murciélagos.
La final fue contra Francia, que había vencido a Colombia 1-0 en la otra semifinal. Argentina llegaba invicta, sin goles en contra, pero solo con un gol a favor en juego abierto, mientras que Francia había perdido 3-0 con Brasil, pero ganado los otros tres partidos con cuatro goles convertidos y ninguno en contra. El partido mostró una relativa superioridad argentina, pero fue Francia la que abrió el marcador. Argentina empató de inmediato mediante gol de Espinillo y continuó generando algunas situaciones pero sin poder convertir, con una gran actuación del arquero francés.
En la serie de tres penales, convirtieron Espinillo y Ríos, y lo propio hicieron los jugadores franceses. Heredia pateó el tercer penal que fue atajado por el arquero francés. Francia no falló en su turno y se consagró ganador de la medalla de oro, quedando la de plata para los Murciélagos.
| Fútbol 5 Masculino                    | Fútbol 5 Masculino | Fútbol 5 Masculino | Fútbol 5 Masculino | Fútbol 5 Masculino |
|                                       | País               |                    |                    |                    |
| ------------------------------------- | ------------------ | ------------------ | ------------------ | ------------------ |
| 1                                     | Francia            |                    |                    |                    |
| 2                                     | Argentina          |                    |                    |                    |
| 3                                     | Brasil             |                    |                    |                    |
| Fuente: Página oficial de los Juegos. |                    |                    |                    |                    |

## Medalla de bronce en lanzamiento de bala F41
El 30 de agosto, en el tercer día de los Juegos, Antonella Ruiz Díaz obtuvo la medalla de bronce en lanzamiento de bala, clase F41 (atletas de campo con baja estatura), con una marca de 9,58 metros. La atleta argentina de 28 años, nacida en Gualeguaychú, había obtenido la medalla de bronce en Tokio 2020. Participó también en lanzamiento de disco, finalizando novena. Entre sus competidoras estaba la multimedallista tunecina Raoua Tlili, campeona del mundo y medalla de oro en los tres Juegos anteriores, y la colombiana Mayerli Buitrago, medalla de plata en Tokio 2024, con quien la argentina mantenía un parejo duelo continental.
Ruiz Díaz comenzó la competencia lanzando la bala a 9.33 metros, que la ubicaron en tercer lugar, lejos de Tlili y la uzbeca Kubaro Khakimova, peleando la medalla de bronce con la colombiana Buitrago, que marcó 9.39 m en su segundo turno. Ruiz Díaz respondió marcando 9.45 m en su tercer turno y 9.58 m en su quinto lanzamiento, que la colocó definitivamente en el tercer lugar.
| Lanzamiento de bala femenino (F41)   | Lanzamiento de bala femenino (F41) | Lanzamiento de bala femenino (F41) | Lanzamiento de bala femenino (F41) | Lanzamiento de bala femenino (F41) | Lanzamiento de bala femenino (F41) |
|                                      | País                               | Atleta                             | Metros                             |                                    |                                    |
| ------------------------------------ | ---------------------------------- | ---------------------------------- | ---------------------------------- | ---------------------------------- | ---------------------------------- |
| 1                                    | Túnez                              | Raouna Tlili                       | 10.40                              |                                    | MT                                 |
| 2                                    | Uzbekistán                         | Kubaro Khakimova                   | 10.36                              |                                    | RC                                 |
| 3                                    | Argentina                          | Antonella Ruiz Díaz                | 9.58                               |                                    | MT                                 |
| 4                                    | Colombia                           | Mayerli Buitrago                   | 9.39                               |                                    |                                    |
| 5                                    | Marruecos                          | Youssra Karim                      | 8.77                               |                                    |                                    |
| 6                                    | Túnez                              | Samar Ben Koelleb                  | 8.56                               |                                    |                                    |
| 7                                    | Marruecos                          | Hayat El Garaa                     | 8.32                               |                                    |                                    |
| 8                                    | Uzbekistán                         | Madina Mukhtorova                  | 8.10                               |                                    |                                    |
| 9                                    | Ecuador                            | Estefany Gisela López Macas        | 8.07                               |                                    | MT                                 |
| 10                                   | Canadá                             | Charlotte Bolton                   | 7.92                               |                                    |                                    |
| 11                                   | República Centroafricana           | Veronica Ndakara                   | 6.70                               |                                    |                                    |
| Fuente: Sitio oficial de los Juegos. |                                    |                                    |                                    |                                    |                                    |

## Medalla de bronce en taekwondo K44

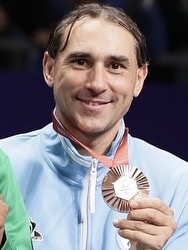
Juan Samorano recibiendo su medalla de bronce en París 2024.

El 30 de agosto, en el tercer día de los Juegos, Juan Samorano obtuvo la primera medalla para la delegación argentina, al ganar la medalla de bronce en taekwondo,  categoría 70kg, K44 (K44: luchadores con problemas de coordinación y movimiento en los brazos o ausencia de parte de ellos; se adaptan al desequilibrio del cuerpo superior cambiando la postura para dar la máxima potencia de patada). Samorano, de 42 años, había ganado la medalla de bronce en Tokio 2020, la de oro en los Juegos Parapanamericanos de 2023 y finalizado en quinto lugar en el campeonato mundial de 2023.
Clasificado como sexta cabeza de serie, enfrentó en octavos de final a Tanapan Sotthiset de Tailandia, 11 cabeza de serie, de sólo 19 años. Samorano estuvo al frente durante todo el encuentro y triunfó 14-10.
En cuartos de final perdió con el japonés Kudo Shunsuke, tercer clasificado, por punto de oro, después de terminar el tiempo regular empatado 2-2.
En el repechaje Samorano venció con amplitud 15-3 al georgiano Giorgi Nikolade, séptimo clasificado, ganando el derecho a disputar una de las dos medallas de bronce en juego.
El combate por el tercer puesto (repechaje) fue contra el uzbeco Javokhir Alikulov, de 27 años, cuarto clasificado y subcampeón mundial 2023. El combate se realizó a un round de cinco minutos. Samorano controló el encuentro desde el primer instante, con una patada giratoria a los 10 segundos, que le acreditó 3 puntos. Con esa diferencia el argentino enfrió la pelea, hasta ser sancionado por pasividad (gam-jeom), a los 2:42 (3-1). Samorano continuó neutralizando el combate. Faltando 56 segundos, el uzbeco fue sancionado por aplicar una patada en la cabeza (4-1). Diez segundos después el argentino recibió una nueva sanción por empujón, cuestionada desde el banco. Faltando 25 segundos Samorano conectó una patada al cuerpo que le sumó dos puntos más (6:2). En un final altamente emotivo, faltando 5 segundos, el karateca argentino fue sancionado por tercera vez por una patada a la cabeza sin mayores consecuencias (6:3), e inmediatamente Alikulov conectó una patada al cuerpo (6:5), instantes antes de la finalización del combate, sin poder revertir la ventaja de Samorano, que ganó por la mínima.
| Taekwondo Varones Hasta 70 kilos K44 Participantes: 16 | Taekwondo Varones Hasta 70 kilos K44 Participantes: 16 | Taekwondo Varones Hasta 70 kilos K44 Participantes: 16 | Taekwondo Varones Hasta 70 kilos K44 Participantes: 16 | Taekwondo Varones Hasta 70 kilos K44 Participantes: 16 | Taekwondo Varones Hasta 70 kilos K44 Participantes: 16 |
|                                                        | Atleta                                                 | País                                                   |                                                        |                                                        |                                                        |
| ------------------------------------------------------ | ------------------------------------------------------ | ------------------------------------------------------ | ------------------------------------------------------ | ------------------------------------------------------ | ------------------------------------------------------ |
| 1                                                      | Imamaddin Khalilov                                     | Azerbaiyán                                             |                                                        |                                                        |                                                        |
| 2                                                      | Fatih Celik                                            | Turquía                                                |                                                        |                                                        |                                                        |
| 3                                                      | Juan Eduardo Samorano                                  | Argentina                                              |                                                        |                                                        |                                                        |
| 3                                                      | Juan Diego García López                                | México                                                 |                                                        |                                                        |                                                        |
| Fuente: Página oficial de los Juegos.                  |                                                        |                                                        |                                                        |                                                        |                                                        |

## Medalla de bronce en salto en largo T12

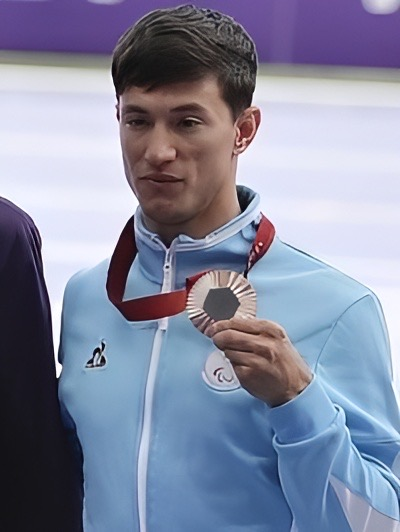
Fernando Vázquez en el podio recibiendo la medalla de bronce en salto en largo, clase T12.

El 2 de septiembre, en el sexto día de los Juegos, Fernando Vázquez  obtuvo la medalla de bronce en salto en largo, clase T12 (saltadores de longitud con discapacidad visual; pueden reconocer un objeto en movimiento a una distancia de aproximadamente un metro; cuentan los pasos para alcanzar la tabla de despegue correctamente).
Vázquez, con 24 años de edad, había comenzado a competir el año anterior en salto en largo y 100 metros llanos. Llegaba casi sin antecedentes, y sorprendió ganándole al malayo Wong Kar Gee y al japonés Ishiyama Daiki, que eran quienes disputaban en ese momento la medallas de plata y bronce, en los campeonatos mundiales.
El argentino comenzó la serie de seis intentos con un salto de 6.61 metros, que lo dejaba en cuarto lugar, pero en los intentos siguientes mejoró su salto hasta alcanzar en su último turno una marca de 6.88 m, que le permitió superar a Wong por tres centímetros cuando la prueba expiraba.
| Salto en largo T12                   | Salto en largo T12 | Salto en largo T12 | Salto en largo T12 | Salto en largo T12 | Salto en largo T12 |
| ------------------------------------ | ------------------ | ------------------ | ------------------ | ------------------ | ------------------ |
|                                      | País               | Atleta             | Metros             |                    |                    |
| 1                                    | Azerbaiyán         | Said Najafzade     | 7.27               |                    |                    |
| 2                                    | Uzbekistán         | Doniyor Saliev     | 7.16               |                    | MT                 |
| 3                                    | Argentina          | Fernando Vázquez   | 6.88               |                    |                    |
| 4                                    | Malasia            | Wong Kar Gee       | 6.85               |                    |                    |
| 5                                    | Japón              | Ishiyama Daiki     | 6.75               |                    |                    |
| 6                                    | Alemania           | Andreas Walser     | 6.73               |                    |                    |
| Fuente: Sitio oficial de los Juegos. |                    |                    |                    |                    |                    |

## Medalla de bronce en 400 metros libres S7
El 2 de septiembre Iñaki Basiloff obtuvo la medalla de oro en 400 metros estilo libre, clase S7 (nadadores con movilidad reducida de baja a moderada en brazos, tronco y piernas, moderadamente reducida en un lado, de baja estatura o con ausencia de extremidades; tienen que esforzarse más en el ritmo de la brazada o en el agarre del agua). Dos días antes había ganado la medalla de oro en 200 metros medley, superando a Trusov en un final electrizante. 
Basiloff destacó el apoyo del gobierno provincial mediante el programa de becas e infraestructura. Basiloff venía compitiendo a nivel mundial desde 2017, obteniendo nueve medallas en campeonatos mundiales, entre ellas una de oro en Funchal (2022), en 400m estilo libre. Con 19 años había participado en los Juegos Paralímpicos de Tokio 2020, obteniendo cuatro diplomas, entre ellos un 4to. puesto en 400m estilo libre. Entre los competidores de la prueba se destacaban el nadador italiano Federico Bicelli, campeón mundial en 400 m libres; y el multimedallista ucraniano Andrii Trusov.
En la series clasificatorias los nadadores cuidaron el físico con vistas a la final. Basiloff largó primero y mantuvo el liderazgo durante la mayor parte de la carrera, hasta que faltando cien metros lo superó el italiano Bicelli. Faltando cincuenta metros Basiloff estaba un segundo y medio detrás del líder y un segundo y medio delante de Trusov, que se le acercaba. Faltando apenas unas brazadas, Trusov logró superarlo, venciéndolo por solo una décima. Bicelli, Trusov y Basilof llegaron separados por un segundo y 57 centésimas, mientras le sacaron al resto más de 10 segundos.
| 400 metros estilo libre S7           | 400 metros estilo libre S7 | 400 metros estilo libre S7 | 400 metros estilo libre S7 | 400 metros estilo libre S7 | 400 metros estilo libre S7 |
|                                      | País                       | Atleta                     | Tiempo                     |                            |                            |
| ------------------------------------ | -------------------------- | -------------------------- | -------------------------- | -------------------------- | -------------------------- |
| 1                                    | Italia                     | Federico Bicelli           | 4:38.70                    |                            |                            |
| 2                                    | Ucrania                    | Andrii Trusov              | 4:40.17                    |                            |                            |
| 3                                    | Argentina                  | Inaki Basiloff             | 4:40.27                    |                            |                            |
| 4                                    | Estados Unidos             | Evan Austin                | 4:48.91                    |                            |                            |
| 5                                    | APN                        | Aleksei Ganiuk             | 4:57.66                    |                            |                            |
| 7                                    | Filipinas                  | Ernie Gawilan              | 5:03.18                    |                            |                            |
| 8                                    | China                      | Huang Xianquan             | 5:09.53                    |                            |                            |
| 9                                    | Ucrania                    | Yurii Shenhur              | 5:13.31                    |                            |                            |
| Fuente: Sitio oficial de los Juegos. |                            |                            |                            |                            |                            |

## Medalla de bronce en boccia par mixto BC3

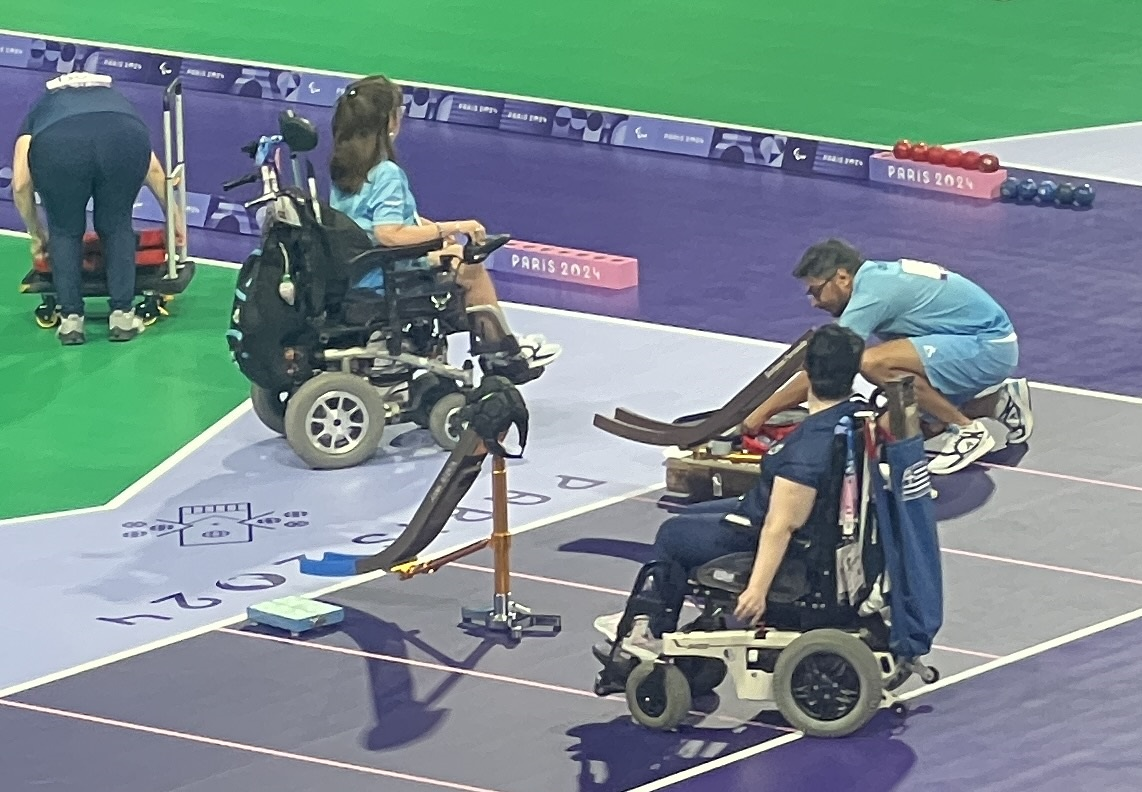
Stefanía Ferrando y su asistente deportivo Juan José Ferreyra, en el partido individual en París 2024.

El 5 de septiembre la entrerriana Stefanía Ferrando y el marplatense Rodrigo "el Gaucho" Romero, con Juan José Ferreyra y Leandro Villagra como asistentes deportivos y Cristian Rosado, como DT nacional, ganaron la medalla de bronce en boccia, par mixto, clase BC3 (movilidad moderadamente afectada en el tronco y en gran medida en las extremidades; los deportistas utilizan una rampa para lanzar la pelota a la cancha mediante un puntero con la boca, un puntero con la cabeza o un dedo. Uno de los BC3 debe tener parálisis cerebral).
Fue la primera medalla en boccia de la historia del paralimpismo argentino. El boccia fue incluido como deporte paralímpico en 1984. Desde Sídney 2000, el boccia argentino clasificó a todos los Juegos con excepción de Pekín 2008, con un buen desempeño en el continente americano, pero lejos de las principales potencias del mundo en este deporte: Corea del Sur, en primer lugar, seguido de Portugal, Brasil, España, Reino Unido y Tailandia.
El equipo argentino (Ferrando/Romero/Rosado) integró el Grupo C junto a Hong Kong y República Checa, venciendo al equipo checo 7-3 y perdiendo por la mínima diferencia (2-3) con el poderoso equipo de Hong Kong China -que a la postre obtendría la medalla de oro-, clasificando así a la etapa eliminatoria.
En cuartos de final debieron enfrentar a otro equipo poderoso, Grecia, integrado por los multimedallistas Grigorios Polychronidis y Anna Ntenta (campeones del mundo en 2018 y medalla de bronce paralímpica en 2016 y 2020). Argentina comenzó perdiendo 1-0 en el primer tiempo, pero marcó cuatro puntos en el segundo y un quinto que los colocó 5-1 arriba, al ingresar al último bloque. Grecia reaccionó marcando tres puntos en la etapa final, pero no alcanzaron a revertir la ventaja argentina que terminó ganando 5-4.
En semifinales Argentina debió enfrentar a la máxima potencia del boccia, Corea del Sur, con Jeong Howon- medallas de oro paralímpica en la prueba en 2008 y 2020, y campeón del mundo en 2010 y 2014-, en pareja con Kang Sunhee. El par coreano se impuso 4-2, sin que le sobrara nada.
El partido por el tercer puesto fue contra otra potencia, Tailandia (Kla-Han Ladamanee/Choochuenklin Akkadej), subcampeón mundial 2022 de la especialidad. Tailandia marcó dos puntos al comienzo (0-2), pero luego no pudo volver a sumar. Argentina empató en dos en el segundo tiempo (2-2), y volvió a sumar un punto en el tercer y cuarto tiempos, para vencer 4-2 y ganar la medalla de bronce.
| Boccia. Par mixto BC3                | Boccia. Par mixto BC3 | Boccia. Par mixto BC3            | Boccia. Par mixto BC3          | Boccia. Par mixto BC3 |
|                                      | País                  | Titulares                        | Asistentes                     |                       |
| ------------------------------------ | --------------------- | -------------------------------- | ------------------------------ | --------------------- |
| 1                                    | Hong Kong China       | Ho Yuen Kei Tse Tak Wah          | Lee Wing Kit Lau Wai Ki        |                       |
| 2                                    | Corea del Sur         | Jeong Howon Kang Sunhee          | Kim Seungkyum Park Seyeol      |                       |
| 3                                    | Argentina             | Stefanía Ferrando Rodrigo Romero | José Ferreyra Leandro Villagra |                       |
| Fuente: Sitio oficial de los Juegos. |                       |                                  |                                |                       |

## Medalla de bronce en judo -57k J1
El 5 de septiembre Paula Karina Gómez ganó la medalla de bronce en judo, categoría	-57kg, femenino, clase J1 (para deportistas con discapacidad visual: comienzan cada combate con una llave y no pueden salir del tatami, aunque a los luchadores completamente ciegos se les permite dar algunos pasos fuera del tatami).
Gómez, de 39 años, llegó a París 2024 con el antecedente de haber obtenido un tercer puesto en el Campeonato Mundial de Judo para Ciegos Enger de 2015, un quinto puesto en el Mundial de 2022 y un diploma en los Juegos Paralímpicos de 2016 (7mo lugar).
Inició el torneo enfrentándose en octavos de final contra la húngara Flora Buranyi, de 33 años, con antecedentes similares. La superioridad de la argentina fue clara, venciéndola por ippon a los 50 segundos.
En cuartos de final perdió por ippon con la estadounidense Liana Mutia, de 25 años, quien a la postre ganaría la medalla de plata.
En el combate por el repechaje enfrentó a la kazaja Alfiya Tlekkabyl, de 18 años. Gómez controló el encuentro y se impuso por ippon a los 2 minutos 23 segundos.
La pelea por la medalla de bronce fue contra Priscilla Gagne, subcampeona mundial y medalla de plata en los Juegos de Tokio 2020. En un extendido combate, la canadiense logró un waza-ari (ko-uchi-gari) al minuto, 41 segundos, pero la argentina emparejó las acciones 40 segundos después, con otro waza-ari (yoko-guruma). A partir de los cinco minutos de combate, la canadiense fue sancionada dos veces por "pasividad" (non combativity), hasta recibir una nueva sanción por "falso ataque", que por acumulación de tres sanciones (shido), le dio la victoria por ippon a la argentina y la conquista de la medalla de bronce.
| Judo Mujeres Menos 57 kilos J1 Participantes: 16 | Judo Mujeres Menos 57 kilos J1 Participantes: 16 | Judo Mujeres Menos 57 kilos J1 Participantes: 16 | Judo Mujeres Menos 57 kilos J1 Participantes: 16 | Judo Mujeres Menos 57 kilos J1 Participantes: 16 | Judo Mujeres Menos 57 kilos J1 Participantes: 16 |
|                                                  | Judoca                                           | País                                             |                                                  |                                                  |                                                  |
| ------------------------------------------------ | ------------------------------------------------ | ------------------------------------------------ | ------------------------------------------------ | ------------------------------------------------ | ------------------------------------------------ |
| 1                                                | Yijie Shi                                        | China                                            |                                                  |                                                  |                                                  |
| 2                                                | Liana Mutia                                      | Estados Unidos                                   |                                                  |                                                  |                                                  |
| 3                                                | Paula Karina Gómez                               | Argentina                                        |                                                  |                                                  |                                                  |
| 3                                                | Anzhela Havrysiuk                                | Ucrania                                          |                                                  |                                                  |                                                  |
| Fuente: IPC.                                     |                                                  |                                                  |                                                  |                                                  |                                                  |

## Medalla de bronce en tenis en silla de ruedas
El 7 de septiembre Gustavo Fernández ganó la medalla de bronce en tenis en silla de ruedas abierto single masculino (afectación en las piernas, caderas o ausencia de miembros inferiores. Los jugadores tienen un rango completo de tiros y son capaces de moverse por la cancha con rapidez y precisión en su silla de ruedas).
Fernández, de 30 años, llegó a París 2024 como cuarta cabeza de serie. En su carrera había ganados dos veces el abierto australiano, tres veces Roland Garros, tres veces Wimbledon e infinidad de finales y semifinales de torneos grand slam, pero nunca había podido ganar una medalla olímpica.
Fernández comenzó la competencia en la segunda ronda (ronda de 32) contra el franco-marroquí Frederic Cattaneo, un especialista en dobles, medallista olímpico en Londres 2012, con algunos buenos resultados también en singles. El argentino ganó con facilidad el primer set 6-1 y controló el segundo set ganándolo 6-4.
En la tercera ronda (ronda de 16) enfrentó al chileno Alexander Cataldo, cabeza de serie #14, a quien el argentino venció con comodidad 6-0 y 6-1 en 45 minutos.
Los cuartos de final resultan críticos en la competencia olímpica porque una derrota cancela la posibilidad de acceder a una medalla. Fernández debí enfrentar al británico 
Gordon Reid, quinta cabeza de serie, medalla de oro en Río 2016 y de bronce en Tokio 2020, amén de varios triunfos y finales en torneos de grand slam. Pese al riesgo, Fernández se mostró sólido, ganando el primer set por un contundente 6-0. En un segundo set mucho más parejo, ambos se quebraron mutuamente en varias oportunidades, yendo al tie break, en donde el argentino se impuso 7-5.
En semifinales debió enfrentar a Tokito Oda, la estrella japonesa de 18 años, que llegaba como número dos del mundo, luego de haber ganado en 2024 Australia, Roland Garros y Wimbledon. Fernández no pudo con Oda quien ganó el primer set 6-2 y el segundo 7-5, y luego ganaría la medalla de oro.
El partido por la medalla de oro fue contra el español Martín de la Puente, número tres del mundo, 25 años, que desafiaba seriamente el postergado deseo del argentino de ganar una medalla paralímpica. Pero Fernández mostró una consistencia óptima y controló el partido del principio al final, con un contundente 6-1 y 6-2.
Luego del match el "Gusti" Fernández dejó salir la tensión acumulada luego de tantas frustraciones paralímpicas:

Los últimos dos días fueron tensos, bravos. En las semis hice un buen partido, pero me vi desbordado y me ganaron bien. Y llegué a este partido sabiendo que me podía quedar muy en la puerta y que podían faltar cuatro años más para el próximo Juego. El trabajo de poder acomodar mi mente y mi cuerpo para rendir fue muy bueno y estoy muy orgulloso y satisfecho por eso. Hoy me voy con el premio físico, pero fue una semana en la que disfruté mucho y era el objetivo previo era ese. Yo quería poner el tenis que sé que puedo lograr. Todo el mundo pensó que la iba a tener antes y no se me había dado. La satisfacción de ser medallista es algo impagable. No me quiero comparar con Di María. En mi caso era romper esa barrera, demostrarse a uno mismo que estaba para hacer eso y es por eso la satisfacción termina siendo más linda. No cambiaría nada, porque el hecho de que me haya costado tanto es lo que me va a hacer disfrutar más ser medallista paralímpico.
Gustavo Fernández

| Tenis en silla de ruedas. Varones.Single. Participantes: 64 | Tenis en silla de ruedas. Varones.Single. Participantes: 64 | Tenis en silla de ruedas. Varones.Single. Participantes: 64 | Tenis en silla de ruedas. Varones.Single. Participantes: 64 | Tenis en silla de ruedas. Varones.Single. Participantes: 64 | Tenis en silla de ruedas. Varones.Single. Participantes: 64 |
|                                                             | Tenista                                                     | País                                                        |                                                             |                                                             |                                                             |
| ----------------------------------------------------------- | ----------------------------------------------------------- | ----------------------------------------------------------- | ----------------------------------------------------------- | ----------------------------------------------------------- | ----------------------------------------------------------- |
| 1                                                           | Tokito Oda                                                  | Japón                                                       |                                                             |                                                             |                                                             |
| 2                                                           | Alfie Hewett                                                | Estados Unidos                                              |                                                             |                                                             |                                                             |
| 3                                                           | Gustavo Fernández                                           | Argentina                                                   |                                                             |                                                             |                                                             |
| Fuente: IPC.                                                |                                                             |                                                             |                                                             |                                                             |                                                             |

## Delegación
70 deportistas en 14 deportes.

### Atletismo (19)
Yanina Martínez, Antonella Ruiz Díaz, Araceli Rotela, Candela Cerrudo, Aldana Ibáñez, Karen Tassi, Marilú Romina Fernández, Trinidad Coppola, Milagros del Valle González, Sofía Casse, Teresita Briozzi, Brian Impellizeri, Hernán Barreto, Hernán Urra, Alexis Chávez, Maximiliano Villa, Pablo Giménez Reynoso, Fernando Vásquez y Sergio Markieviche.

### Natación (12)
Nadia Báez, Daniela Giménez, Elizabeth Noriega, Analuz Pellitero, Germán Arévalo, Iñaki Basiloff, Fernando Carlomagno, Matías de Andrade, Lautaro Maidana Cancino, Nicolás Rivero, Santiago Senestro y Jazmín Aragón.

### Fútbol para ciegos (10)
Nahuel Heredia, Froilán Padilla, Jesús Merlos, Matías Olivera, Maximiliano Espinillo, Ezequiel Fernández, Mario Ríos y Ángel Deldo más los arqueros videntes Germán Müleck y Darío Lencina.

### Ciclismo de pista y ruta (6)
Rodrigo López, Mariela Delgado; Maximiliano Gómez y Sebastián Tolosa; y María José Quiroga y Micaela Barroso.

### Judo (5)
Nadia Boggiano, Rocío Ledesma, Eduardo Gauto, Paula Gómez y Laura González.

### Boccia (6)
Stefanía Ferrando, Rodrigo Romero, Luis Cristaldo, Ailén Flores, Juan José Ferreyra (AD) y Leandro Villagra (AD) .

### Tenis (3)
Gustavo Fernández, Florencia Moreno y Ezequiel Casco.

### Tenis de mesa (3)
Gabriel Cópola, Elías Romero y Constanza Garrone.

### Paracanotaje (2)
Ariel Atamañuk y Andrea Bracamonte.

### Parataekwondo (2)
Juan Samorano y Miguel Galeano.

### Tiro deportivo (1)
María Laura Rodríguez Belvedere.

### Esgrima (1)
Hugo Alderete.

### Pesas (1)
Lourdes Maciel.

### Remo (1)
Brenda Sardón. 